# Comercio de especias

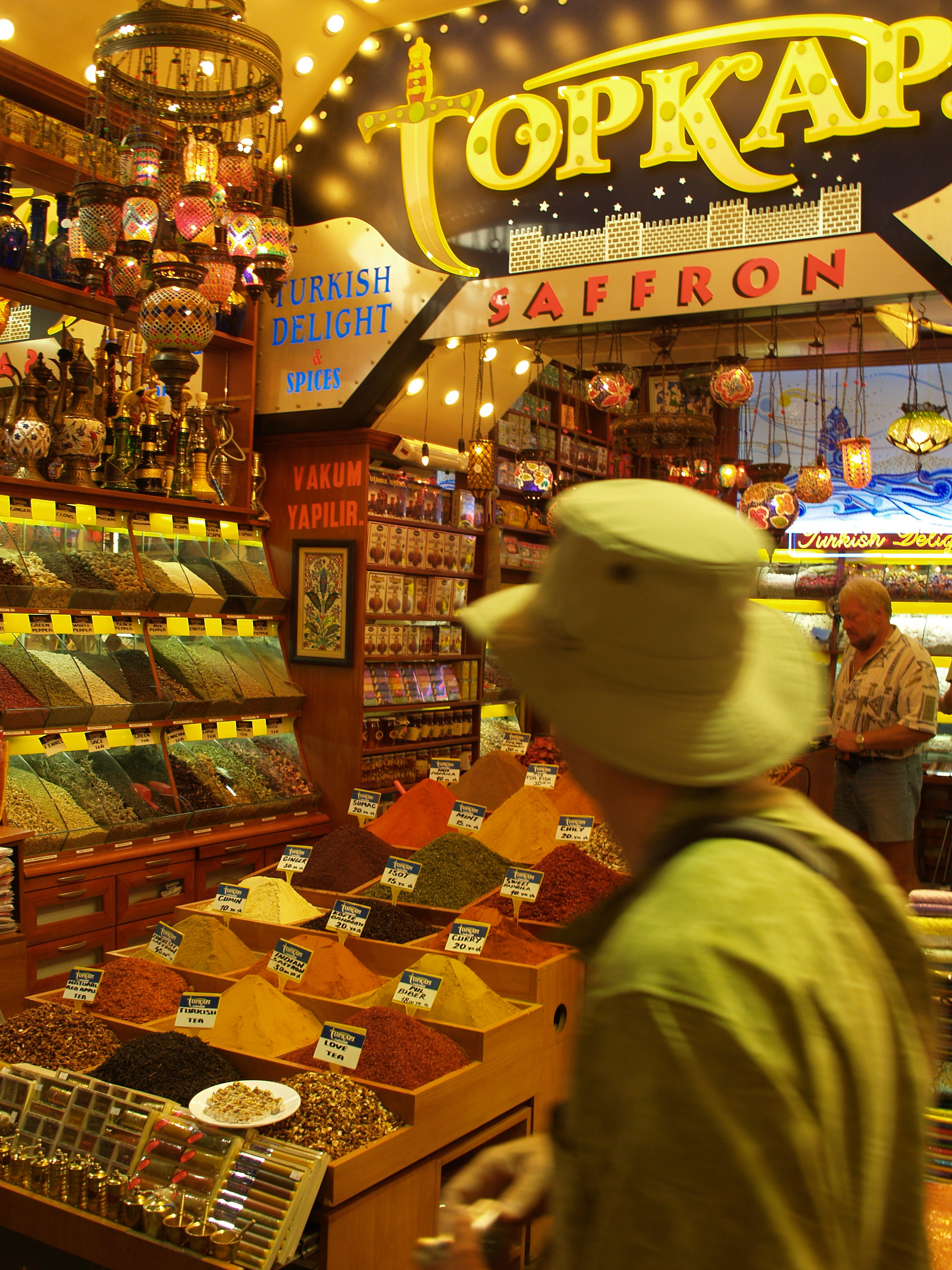
Bazar de especias en Estambul.

El comercio de especias es una actividad comercial de origen antiguo que consiste en la comercialización de especias, y otras como inciensos, cáñamos,  hierbas y café.
La sal era el conservador más común y barato, aparte de ella las especias más usadas eran la pimienta que venía de la India, la canela de Ceilán, el jengibre de China y el clavo de olor de las Islas Molucas.[cita requerida]
El comercio de especias involucró a civilizaciones históricas de Asia, el noreste de África y Europa. Especias como la canela, la casia, el cardamomo, el jengibre, la pimienta, la nuez moscada, el anís estrellado, el clavo y la cúrcuma se conocían y utilizaban en la antigüedad y eran objeto de comercio en el mundo oriental. Estas especias llegaron a Oriente Próximo antes del comienzo de la era cristiana, con historias fantásticas que ocultaban sus verdaderas fuentes.
El aspecto marítimo del comercio estaba dominado por los pueblos austronesios del sudeste asiático, en concreto los antiguos marineros indonesios que establecieron rutas desde el sudeste asiático hasta Sri Lanka y la India (y más tarde China) hacia el año 1500 a. C.. Posteriormente, comerciantes indios y persas transportaron estas mercancías por tierra hacia el Mediterráneo y el mundo grecorromano a través de la ruta del incienso y las rutas romano-indias. Las rutas comerciales marítimas austronesias se expandieron posteriormente hacia Oriente Próximo y África oriental para el primer milenio d. C., lo que dio lugar a la colonización austronesia de Madagascar.
Dentro de regiones específicas, el reino de Axum (siglo V a. C.-siglo XI d. C.) había sido pionero en la ruta del Mar Rojo antes del siglo I d. C.. Durante el primer milenio d. C., los etíopes se convirtieron en la potencia comercial marítima del Mar Rojo. Para esta época ya existían rutas comerciales desde Sri Lanka (la Taprobana romana) y la India, que había adquirido tecnología marítima gracias a contactos tempranos con los austronesios. A mediados del siglo VII d. C., tras el ascenso del islam, los comerciantes árabes comenzaron a surcar estas rutas marítimas y dominaron las rutas marítimas del océano Índico occidental.
Con el tiempo, comerciantes árabes se hicieron cargo del transporte de mercancías a Europa a través del Levante y de mercaderes venecianos, hasta el ascenso de los turcos selyúcidas en 1090. Más tarde, los turcos otomanos retomaron la ruta en 1453. Las rutas terrestres ayudaron al comercio de especias en un principio, pero las rutas comerciales marítimas propiciaron un enorme crecimiento de las actividades comerciales hacia Europa. 

## Historia
Las civilizaciones de Asia estaban involucradas en el comercio de especias desde los antiguos tiempos, y el mundo grecorromano; pronto se sumó a este comercio haciendo uso de la ruta del incienso, y las rutas romanas-indias. Las vías romanas-índicas eran dependientes de las técnicas desarrolladas por el poder del comercio marítimo, el Reino de Aksum, que fue pionero de la vía del mar Rojo antes del siglo I. A mediados del siglo VII, el surgimiento del islam cerró las rutas de caravanas por tierra a lo largo de Egipto y Suez, y redujo la comunidad comercial europea de Aksum y la India.
Los comerciantes árabes finalmente se hicieron cargo del transporte de mercancías de los comerciantes del levante mediterráneo y de la República de Venecia a Europa hasta la llegada de los turcos otomanos en 1453. Inicialmente las rutas terrestres ayudaron el comercio de especias, pero luego las rutas marítimas llevaron a un enorme crecimiento en las actividades comerciales. Durante la época medieval, los comerciantes musulmanes dominaron las rutas marítimas de especias a lo largo del océano Índico, aprovechando las regiones de origen en el Lejano Oriente y enviando especias desde emporios comerciales en la India hacia el oeste al golfo Pérsico y el mar Rojo.

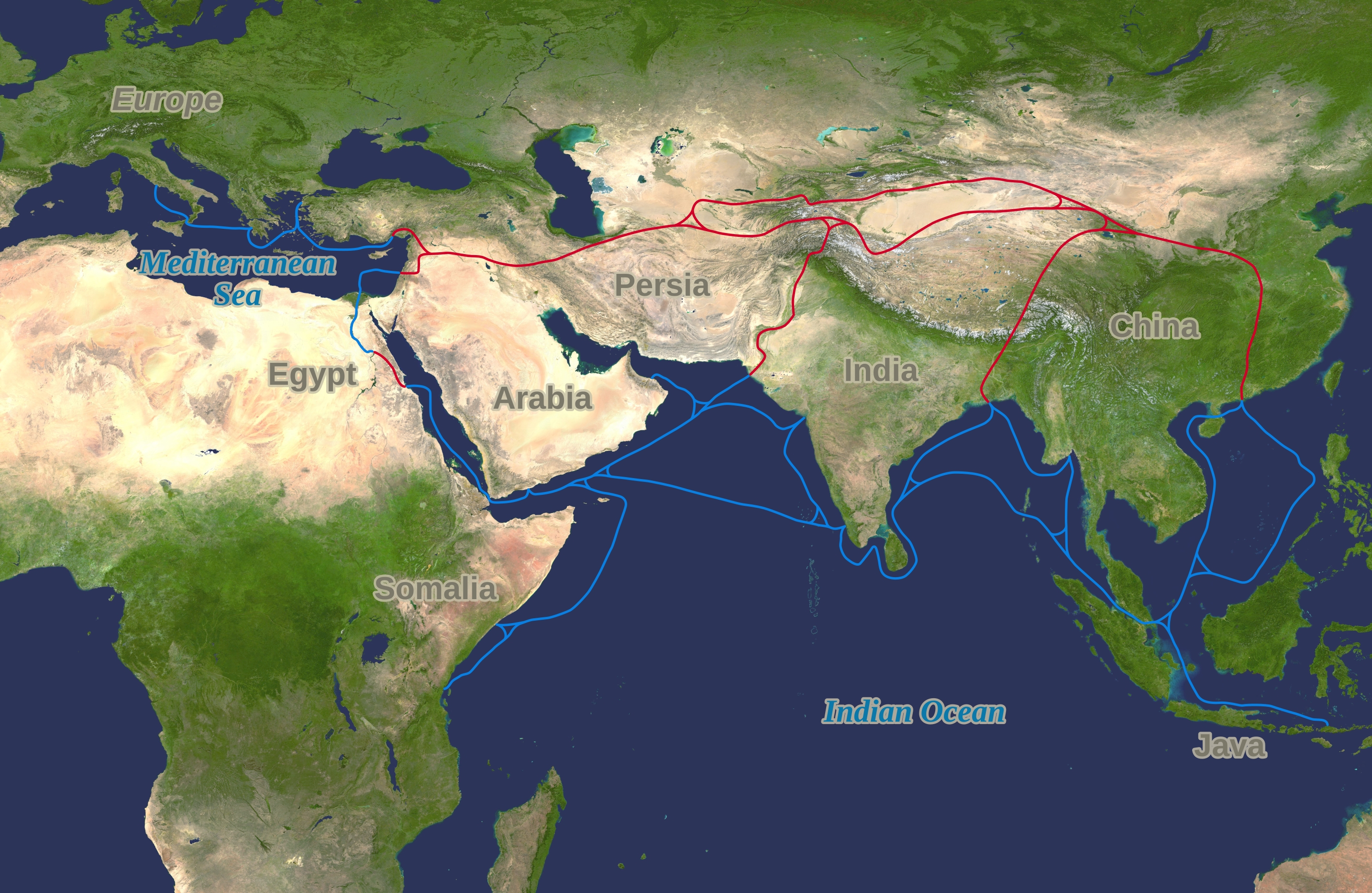
Rutas comerciales: ruta de la seda y rutas de las especias.

La importancia económica de la Ruta de la Seda (en rojo mapa anexo) y las rutas de comercio de especias (en azul) bloqueadas por el Imperio otomano en 1453 con la caída del Imperio bizantino, estimularon la exploración de una ruta marítima alrededor de África y la activación de la era de los descubrimientos.

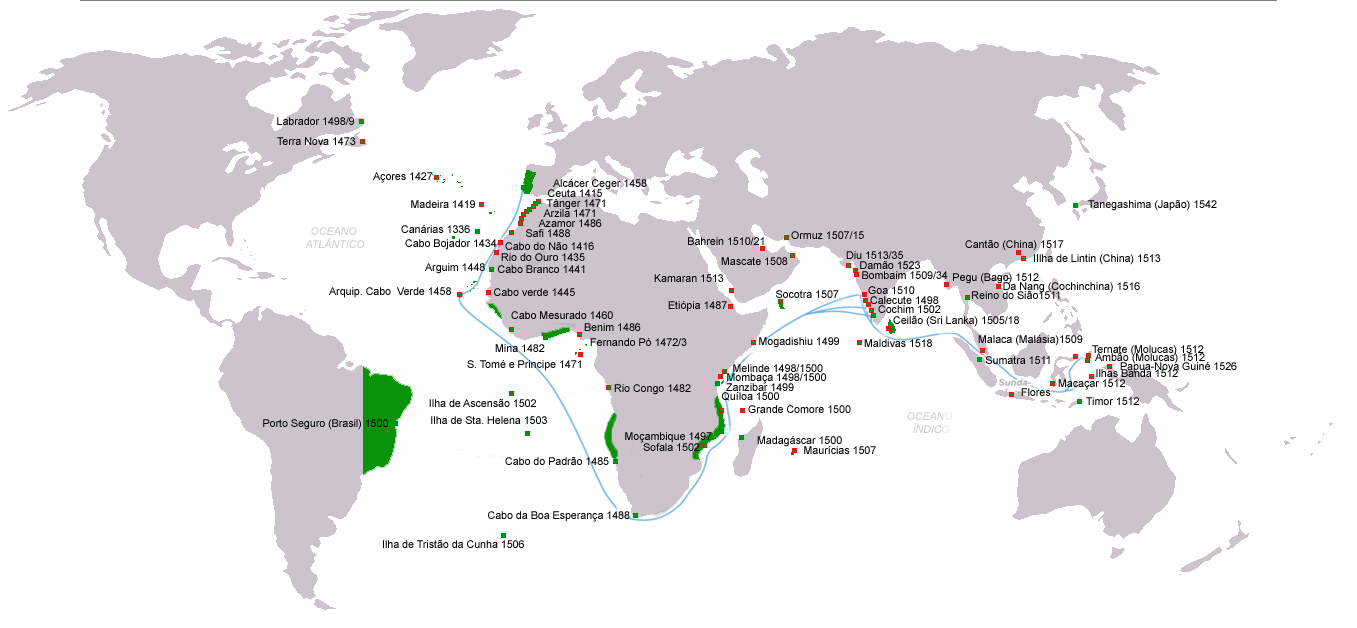
Las fechas y los primeros contactos de los portugueses en 1415-1543 y rutas en el Océano Índico (azul).

El comercio se transformó durante la era de los descubrimientos europeos, durante la cual el comercio de especias, particularmente la pimienta negra, se transformó en una actividad muy lucrativa e importante para los comerciantes europeos. La ruta de Europa al océano Índico a través del cabo de Buena Esperanza fue explorada por primera vez por el navegante portugués Vasco da Gama en 1498 (ruta marítima del cabo), dando lugar a nuevas rutas marítimas para el comercio.
Este comercio —que promovió el desarrollo de la economía mundial desde finales de la Edad Media hasta los tiempos modernos— marcó el comienzo de una dominación europea en el Este. Las rutas y puertos de despacho y tránsito tales como la bahía de Bengala, sirvieron como puentes para intercambios culturales y comerciales entre las diversas culturas y naciones que luchaban por ganar el control del comercio y las rutas de las especias. La dominación europea fue lenta en su desarrollo. Las rutas comerciales portuguesas se limitaban al uso de rutas antiguas, puertos, y naciones que eran difíciles de dominar. Los holandeses fueron capaces de evitar muchos de estos problemas al ser pioneros una ruta directa por el océano desde el cabo de Buena Esperanza al estrecho de la Sonda en Indonesia.

## Usos
Especia, también llamada condimento, es el nombre dado a ciertos aromas de origen vegetal, que se usan para preservar o dar sabor a los alimentos.
Algunas especias también se utilizaban ampliamente para la destilación de aceites esenciales usados en  colonias y perfumes como eran: áloe, ruibarbo, ámbar, almizcle, sándalo y alcanfor. Había creencias en sus virtudes curativas.